# Gianpiero Gamaleri
Gianpiero Gamaleri (Milano, 14 giugno 1940) è un giornalista e sociologo italiano.

## Attività accademica
È professore ordinario di “Sociologia dei processi culturali e comunicativi” presso l'Università Telematica Internazionale Uninettuno - UTIU - di Roma, dove è Coordinatore dei "Digital Talk", incontri in tema di tecnologie avanzate e tiene corsi di "Linguaggi della televisione e del giornalismo" e di "Sociologia della comunicazione" ed è stato Direttore del Master in "Global Journalism". È anche docente al Dottorato di ricerca in Comunicazione Istituzionale alla Pontificia Università della Santa Croce in Roma.

## Attività professionali
È giornalista professionista, collabora a quotidiani, periodici e riviste scientifiche.
È stato Consigliere di amministrazione della Rai, Radiotelevisione Italiana dal 1998 al 2002. In precedenza era stato dirigente della stessa Azienda dal 1967 al 1995.
È stato anche membro del Consiglio di amministrazione del Centro Televisivo Vaticano.
Nel 2005 è stato tra i promotori presso Università degli Studi Roma Tre di Universytv, la prima tv universitaria in Italia.
Fa parte degli "Amici della domenica" della Fondazione Bellonci, che costituiscono la giuria del Premio Strega.
È presidente del Comitato per la Cinematografia dei Ragazzi - CCR - fondato dall'onorevole Pia Colini Lombardi nel 1953. È componente del Comitato organizzativo del Simposio dei Docenti Universitari Europei. È stato anche Membro del Consiglio di amministrazione della Triennale di Milano e Presidente del Comitato tecnico-scientifico per il marketing territoriale dell'agenzia regionale Sviluppo Lazio Spa.
Già componente del Consiglio di Amministrazione di Laziodisu, Ente per il diritto agli studi universitari nel Lazio, è stato presidente della sede territoriale Adisu Roma Tre. Dal 2014 cura per il settimanale della Mondadori "Il Mio Papa" la presentazione e il commento  alle Omelie che Papa Francesco pronuncia il mattino nella cappella della Casa Santa Marta che ha eletto a sua residenza. Ha riunito tali testi e commenti in tre raccolte uscite nel 2016, 2017 e 2019. 

## Pensiero
Sociologo d'ispirazione personalistica e cristiana, è stato allievo del filosofo Pietro Prini. La sua impostazione intellettuale si rifà all'opera di Marshall McLuhan, di cui ha introdotto in Italia i principali lavori fin dagli anni Settanta. Nel 2011 ha promosso la Giornata di studio "Il pensiero globale di Marshall McLuhan tra cultura, tecnologia e religione", con la partecipazione di studiosi a livello internazionale in occasione del centenario della nascita del pensatore canadese.

## Opere
- La galassia McLuhan. Il mondo plasmato dai media, Armando, Roma 1976. La Galassia McLuhan fa il punto intorno allo stato del dibattito italiano e internazionale sul pensiero di Marshall McLuhan fino agli anni '70, nel momento in cui i critici si dividevano nettamente tra favorevoli e contrari. Il libro presenta in modo ragionato le diverse posizioni, proponendo anche una propria chiave di lettura ed una serie di indicazioni sull'influenza dello studioso nel contesto accademico e professionale italiano.
- Introduzione all'Edizione italiana di Marshall McLuhan, La galassia Gutenberg. Nascita dell'uomo tipografico, Armando 1976, nuova edizione 2011. L'opera, che ha mantenuto nel tempo la sua vitalità, rappresenta un classico nel campo dei rapporti tra sviluppo della cultura e tecnologie della comunicazione.
- Video(demo)crazia. Convivere con la TV nel sistema maggioritario, Armando, Roma 1994. Un sondaggio ha rilevato che oltre il 70% delle informazioni politiche di una campagna elettorale arriva tuttora al cittadino attraverso lo schermo della televisione. Il libro propone una rassegna internazionale di autori che hanno approfondito il rapporto tra politica e tecnologie della comunicazione, cercando di tracciare un bilancio di quanto queste ultime abbiano o meno contribuito allo sviluppo di una "democrazia compiuta".
- Televisione e diritti della persona. Il “buono Tv”, SEI Archiviato il 3 gennaio 2008 in Internet Archive., Torino 1996. Quale spazio di libertà abbiamo davanti allo schermo televisivo? Ponendosi questa domanda l'Autore cerca di costruire uno strumento di controllo e di ingresso nella stanza dei bottoni della televisione e delle nuove tecnologie. Ed immagina che ciascuno di noi possa disporre di un “buono TV”, di una specie di coupon con cui poter acquistare il meglio e respingere il peggio. Il libro prefigura le forme di partecipazione attraverso Internet e i social network, che ormai consentono una comunicazione che opera in tempo reale.
- 3 idee per un'Italia civile, Rubbettino Editore, Soveria Mannelli 1998. Il lavoro mette a confronto tre ambiti: scuola, sanità e mass media, indicando un punto fondamentale che hanno in comune: l'esigenza di una gestione ispirata al rispetto della persona e a una logica di libertà d'iniziativa, d'impresa e di pensiero.
- La galassia dei media. Viaggio dalla old alla new communication, Roma 2001. La galassia dei media riecheggia titoli di mcluhaniana memoria, attraversando il grande spazio che va dall'oralità alla scrittura per approdare all'era digitale e studiare le singole tappe di quello che è stato chiamato il viaggio dalla old alla new communication. Vengono anche analizzati i due pilastri del sistema comunicativo: i soggetti produttori e i soggetti recettori. I primi sempre più spesso costituiti da organizzazioni complesse e transnazionali, in cui creatività e logica d'impresa sono sfidate a trovare un difficile punto di equilibrio. I secondi sempre più a rischio di passare da soggetti consapevoli e attivi a servomeccanismi di un sistema di potere mediatico, a meno di potenziare i meccanismi di difesa istituzionali e culturali di cui l'opinione pubblica dispone.
- Teoria e tecniche delle comunicazioni di massa. Giornali, radio, televisione, new media, Roma 2003. Teoria e tecniche delle comunicazioni di massa è il primo titolo della collana ed ha l'ambizione di offrire uno sguardo panoramico, con i necessari approfondimenti, sulla galassia dei media. Dopo aver indicato gli strumenti metodologici essenziali per un percorso di ricerca interdisciplinare, il testo traccia a grandi linee le diverse età della comunicazione nella storia dell'uomo, dall'oralità alla scrittura, dalla stampa alla comunicazione elettrica analogica e poi digitale. Infine indica le tappe attraverso cui si sono sviluppati i giornali, la radio, la televisione, i new media. Conclude riportando i principali documenti in tema di etica della comunicazione, riflessione fondamentale per un uso che contemperi l'eccezionale influenza di questi mezzi con il rispetto dovuto alla persona umana e alle istituzioni democratiche che la rappresentano e la difendono.
- Understanding McLuhan. L'uomo del villaggio globale, Kappa, Roma 2006. Marshall McLuhan, chi era costui? Questo è l'interrogativo manzoniano che potremmo porci nei confronti dell'”inventore” del villaggio globale, de "il mezzo è il messaggio", dei "media caldi e media freddi": slogan che tutti conosciamo, ma di cui ignoriamo il pensiero che li ha generati. Questo libro vuole riscoprire l'autore che ha affermato una visione del mondo da cui non possiamo più prescindere: non solo lo studioso, ma anche l'uomo, con le sue passioni, le sue difficoltà, la sua fede. Testimoni di questa sforzo di "capire McLuhan" sono alcuni tra i maggiori intellettuali italiani del nostro tempo richiamati nel volume: da Ferrarotti a Barilli, da Eco a Bettetini, da Prini a Gozzer, da Lorenzini ad Agnese, da Baragli ad Esposito, da Mascilli MIgliorini a Gandini. E per completare il contatto con un autore che tanto si cita quanto poco lo si conosce, ecco le sue famose interviste a Erich Norden e ad Empedocle Mafia. Ne deriva un approfondimento sulle sorti della nostra civiltà che costituisce un unicum nel panorama culturale contemporaneo.
- Lo scenario dei media. Radio, televisione, Tecnologie avanzate, Edizioni Kappa, Roma 2006. Lo scenario dei media descrive l'impatto della radio, della televisione e delle nuove tecnologie della comunicazione su ciascun individuo e sull'intera società. Presenta le teorie e le tecniche di ricerca fondamentali per affrontare questa realtà sempre più complessa in una chiave interdisciplinare che, partendo dai dati tecnici ed economici, valuti gli effetti politici, sociali e culturali indotti dai media. Il testo traccia quindi a grandi linee le diverse età della comunicazione nella storia dell'uomo, dall'oralità alla scrittura, dalla stampa alla comunicazione elettrica analogica e poi digitale. Infine indica le tappe attraverso cui si sono sviluppati la radio, la televisione, i new media. Conclude riportando i principali documenti in tema di etica della comunicazione.
- Universo pubblicità. Dal prodotto al brand, in collaborazione con E. M. Gandini, Edizioni Kappa, Roma 2008. Il mondo della pubblicità stimola giudizi profondamente contrapposti. Da quello dei “no logo” che lo considerano la punta avanzata dello sfruttamento capitalistico a quello degli addetti ai lavori che vi leggono la massima concentrazione di capacità creativa. Questo libro, frutto di un lavoro di gruppo dei collaboratori della cattedra di “Sociologia dei processi culturali e comunicativi” dell'Università degli studi Roma Tre, offre un'ampia messe di dati e di approfondimenti utili alla comprensione di un fenomeno tanto complesso. La pubblicità viene analizzata sotto il profilo socio-economico, giuridico, organizzativo, culturale, estetico ed etico. Ampio spazio è dedicato allo studio di alcuni casi significativi di campagne pubblicitarie.
- I fatti non separati dalle opinioni. Leggere l'attualità con gli occhi di un sociologo, Edizioni Kappa, Roma 2010. I fatti non separati dalle opinioni. Leggere l'attualità con gli occhi di un sociologo è un titolo paradossale, perché, in realtà, questo libro nelle sue pagine mette a fronte notizie e relativi commenti. Commenti che riproducono gli editoriali settimanali scritti dall'autore sul free press DNews fin dalla sua nascita, nel marzo 2008. Gli argomenti sono stati organizzati in cinque sezioni: il palcoscenico del mondo, cose di casa nostra, la società ferita, la sfida educativa, l'occhio dei media. L'insieme degli editoriali testimonia lo sforzo delle pubblicazioni gratuite, molto lette dai giovani, di passare da semplici fogli usa e getta a vero e proprio giornale.
- Le mail di Ob@ma. I nuovi linguaggi per finanziare una campagna elettorale e vincere le elezioni, Armando Editore, Roma 2010. Si tratta della raccolta delle e-mail inviate da Obama e dal suo staff agli elettori, sia durante la campagna elettorale che nel periodo della sua presidenza: uno strumento che si è dimostrato fondamentale non solo per ottenere il consenso, ma anche per reperire i mezzi finanziari. Il libro è stato presentato alla Camera dei Deputati nell'ambito della Giornata del libro politico del 2010.
- Pubblicità, televisione e società nell'Italia del miracolo economico di Francesco Alberoni, a cura di Gianpiero Gamaleri, Armando Editore, Roma, 2011, collana I classici della comunicazione. Il volume raccoglie i saggi degli anni '60 che tracciano il contributo offerto dalla televisione nata da poco, allo sviluppo del Paese, in collaborazione con altre agenzie come la scuola media unica e le infrastrutture di viabilità. Ampio spazio viene dato anche al rapporto televisione-politica e all'influenza della pubblicità.
- Sociodinamica della cultura di Abraham A. Moles, a cura di Gianpiero Gamaleri, Armando Editore, Roma, 2012, collana I classici della comunicazione. Il volume ripropone il testo fondamentale, pubblicato a Parigi nel 1967 e tradotto in Italia da Guaraldi nel 1971, di uno dei maestri della cibernetica, cioè di quel metodo interdisciplinare capace di leggere le complesse realtà della struttura socio-culturale contemporanea. Nell'ampia introduzione Gamaleri va alle radici anche personali dell'opera di Moles, che partendo da una competenza ingegneristica, statistica e matematica approda a un'interpretazione profonda e stimolante dei cambiamenti sociali in atto.
- La TV al tempo del WEB 2.0 di Maurizio Gianotti, con introduzione di Gianpiero Gamaleri Verso il citizen journalism: il bello della diretta attraverso il WEB, Armando Editore, Roma, 2012, collana Comunicazione e m@ss media. Il volume percorre le età della TV, dalle origini alla sua egemonia fino alla convivenza con Internet, interrogandosi poi sulla televisione di domani. Gamaleri immagina anche un WEB 3.0 inteso come tempo del coprotagonismo digitale che i nuovi media consentiranno attraverso l'allargamento virtuale dei canali percettivi.

### Collane
- "Le GalaXie" - Manuali di comunicazione e New Media, Edizioni Kappa, Roma

Le Galaxie raccolgono una serie di manuali destinati ad esplorare l'universo dei media e delle nuove tecnologie della comunicazione. La loro chiave comune è un'intuizione di Marshall McLuhan sempre più attuale: “I nuovi media non sono ponti tra l'uomo e la natura. Sono la natura”. Questi manuali non studiano quindi i mezzi come meri strumenti, ma analizzano gli effetti profondi dei media sull'individuo e sulla società, attraverso nuovi modi di comunicare che entrano negli anfratti più intimi della nostra mente e del nostro cuore.
- "I GalaXini" - Monografie di comunicazione e New Media, Edizioni Kappa, Roma

I Galaxini riuniscono una serie di monografie su fenomeni e snodi del mondo della comunicazione che incidono profondamente sulla vita quotidiana degli individui, delle organizzazioni sociali, delle istituzioni nazionali ed internazionali. Caratterizzano questi lavori una forte base documentaria, l'aggiornamento dei dati, lo sforzo di un'approfondita lettura del cambiamento, la presentazione del cambiamento, la presentazione del ventaglio delle diverse posizioni.
- "Comunicazione e m@ss media" - Collana diretta da Gianpiero Gamaleri, Armando Editore, Roma
- "I classici della comunicazione" - Collana diretta da Gianpiero Gamaleri e Mario Morcellini, Armando Editore, Roma

Sono state sinora proposte opere di Francesco Alberoni, Charles Horton Cooley, Abraham Moles, Elihu Katz.

## Onorificenze

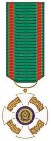
Medaglia onorificenza Commendatore al merito della Repubblica

È stato insignito dell'onorificenza di Commendatore al merito della Repubblica.